# Liste der Naturdenkmale in Wehretal
Die Liste der Naturdenkmale in Wehretal nennt die im Gebiet von Wehretal im Werra-Meißner-Kreis in Hessen gelegenen Naturdenkmale.

## Liste
| Bild                          | Bezeichnung               | Ortsteil, Lage                                                       | Beschreibung | Art | Nr.         |
| ----------------------------- | ------------------------- | -------------------------------------------------------------------- | --- | --- | ----------- |
| Fotos hochladen               | Linden                    | Langenhain, An der Kirche 51° 8′ 31,3″ N, 10° 2′ 2,8″ O              | Die Linden auf dem Anger in Langenhain gehören zu den 101 Bäumen und Baumgruppen im damaligen Landkreis Eschwege, die in den 1930er Jahren mit Zustimmung der höheren Naturschutzbehörde zu Naturdenkmalen erklärt worden sind |     | WTL 636.556 |
| Fotos hochladen               | Baumgruppe                | Oetmannshausen, Kasseler Straße (B 7) 51° 8′ 30,1″ N, 9° 58′ 35,4″ O | Die Baumgruppe befindet sich am westlichen Ortsausgang von Oetmannshausen, unmittelbar neben der Bundesstraße 7 nach Bischhausen.                                                                                              |     | WTL 636.572 |
| Fotos hochladen               | 1 Linde                   | Reichensachsen, Bahnhofstraße 51° 9′ 6,3″ N, 9° 59′ 42,6″ O          | |     | WTL 636.575 |
| BW                            | 1 Eiche                   | Reichensachsen 51° 9′ 23″ N, 9° 57′ 51,5″ O                          | |     | WTL 636.577 |
| BW                            | 1 Eiche                   | Reichensachsen 51° 9′ 23″ N, 9° 57′ 51,5″ O                          | |     | WTL 636.578 |
| mehr Fotos \| Fotos hochladen | eine von ehemals 5 Linden | Vierbach, Hauptstraße 51° 10′ 7,1″ N, 9° 56′ 10,5″ O                 | |     | WTL 636.600 |